# Cangrejo Pistolero Ediciones
Cangrejo Pistolero Ediciones es una editorial independiente fundada en Sevilla en 2005 por Antonio García Villarán y Nuria Mezquita de Haro.
Aunque su especialidad es la edición de libros de poesía, en su catálogo aparecen también otro tipo de publicaciones como los libros de arte y de pensamiento. 
Bajo este sello editorial han publicado obras los autores contemporáneos José Daniel García, Diego Vaya, Francisco Onieva, Inmaculada Luna, Sofía Rhei, Pedro Barrantes y la artista de performance Gracia Iglesias Lodares,  entre otros.  
Además de las líneas de carácter editorial Cangrejo Pistolero desarrolla tareas de fomento de la lectura, a través de diversas actividades en las que vincula la literatura a otros géneros del espectáculo. En su trayectoria destacan la celebración de ciclos de poesía escénica en los que participan autores de poesía actual y la dirección y organización del Festival Internacional de Poesía de Sevilla Perfopoesía,
que cuenta cada año con la participación de más de un centenar de artistas nacionales e internacionales entre poetas, cantantes, músicos, actores, artistas plásticos, performers, bailarines, escritores, editoriales independientes, etc.,además de  otras personas vinculadas al mundo de las artes.
Desde 2007 forma parte de la Red de Editoriales de Poesía Emergente (REPE) junto a  otros sellos  editoriales como La Bella Varsovia  de Córdoba, Eclipsados de Zaragoza o la barcelonesa Huacanamo, entre otras.
Ha recibido el Premio Creativa /07 de la Consejería de Innovación, Ciencia y Empresa de la Junta de Andalucía por el Proyecto Lunar.

## Colecciones
- Poesía ilustrada
- Cuadernos caníbales
- Libros de Arte
- Poesía de bolsillo
- Visionarios
- Colección Libro/disco
- Colección Cultural FEAPS Andalucía
- Pequeños Tesoros del Reino de Taifa
- Arte y Pensamiento